# داريل ويلز
داريل ويلز (بالإنجليزية: Darryl Wills)‏ هو مهندس أمريكي، ولد في 19 أغسطس 1961 في ألفين في الولايات المتحدة.

## وصلات خارجية
- داريل ويلز على موقع DriverDB.com (الإنجليزية)